# Échelle de Brazelton
 (décembre 2015).
L’échelle de Brazelton, connue en anglais sous la dénomination « Neonatal Behavioral Assessment Scale » (NBAS), a été développée dans les années 1950 par le médecin américain Thomas Berry Brazelton et son équipe.
Cet outil, utilisé en néonatologie de la naissance au deuxième mois, évalue les caractéristiques émotionnelles et comportementales individuelles du nouveau-né. À travers un examen clinique, elle enregistre le répertoire comportemental du nouveau-né en réponse à des stimulations humaines et non humaines. 
Appliquée avec la participation des parents, cette échelle est aussi à visée thérapeutique en soutenant les premiers liens affectifs entre les parents et leur bébé. 
L'échelle de Brazelton est utilisée en clinique et pour la recherche.